# Miss Mundo 1965
Miss Mundo 1965 foi a 15.ª edição do concurso de beleza feminino de Miss Mundo. O certame idealizado pelo gerente de vendas publicitárias da Mecca Leisure Group, Eric Douglas Morley, foi realizado no dia 19 de novembro de 1965. Tendo como palco o Lyceum Theatre, o concurso reuniu quarenta e oito (48) candidatas - seis a mais que no ano anterior - de diferentes países. A vencedora do certame foi novamente o país anfitrião, a representante do Reino Unido, Lesley Langley, coroada por sua antecessora, a Miss Mundo 1964, Ann Sidney.

## Concurso

### Nações ausentes
Inicialmente sessenta e três países começaram uma eleição nacional para a escolha de suas rainhas da beleza para o concurso mundial, mas outros cancelaram sua participação. Em 1965, o governo de Taiwan proibiu concursos de beleza depois que a terceira colocado do Miss Mundo 1964, Linda Lin Su-hsing, se tornou uma stripper em Las Vegas. Devido a este incidente, a China não esteve representada novamente em nenhuma competição internacional até 1988. Na Índia, a eleição do "Eve's Weekly Miss India" não foi realizada; na República Dominicana não houve concurso nacional devido à guerra civil e em Curaçao, eles decidiram não enviar participante porque era muito caro; Devido à falta de fundos não compareceu as candidatas de Montserrat e Guiana Britânica. E em Trinidad e Tobago, nenhuma representante foi selecionada para o concurso britânico.
No México, os direitos foram assumidos pela organização "Miss México em Los Angeles" e nas Filipinas "Mutya Ng Pilipinas", ambas as nações registraram inicialmente suas candidatas, no entanto, devido à pressa, nenhum dinheiro foi obtido para envio das rainhas para a capital britânica, apesar de serem esperadas e registradas oficialmente. Na Indonésia, os conservadores muçulmanos protestaram contra a eleição da Miss Indonésia, que também não pôde viajar para o Miss Mundo devido às revoltas políticas naquele país. Os organizadores começaram a se aproximar dos diretores do concurso nacional do país africano da Nigéria, que foi criado em 1957, mas estes não podiam pagar a viagem a Londres da candidata.
Os direitos do concurso britânico na Colômbia foram repassados ao "Concurso Nacional de Belleza". Apesar de não ter se qualificado nas três primeiras tentativas desde que entrou no concurso em 1964, a representante Nubia Angelina Bustillo Gallo, foi a escolhida deste ano. Christiane Sibellin, candidata da cidade de Lyon, foi coroada Miss França em dezembro de 1964 no Palácio Trianon em Versalhes. Sua escolha fez história devido a um incidente embaraçoso: por volta da meia-noite, alguns minutos antes do anúncio da vencedora, uma queda de energia levou o comitê a suspender a competição. A cerimônia só foi retomada por volta das 4 horas da manhã. No Chipre, o concurso foi retomado após um ano devido à guerra civil. A vencedora nessa ocasião, Krystalia Psara, 17, era irmã da Miss de 1959, chamada Lia. A visita da Miss Mundo 1964 Ann Sidney à Austrália em março de 1965 encorajou os australianos a retomar a seleção de uma representante ao concurso britânico. A sortuda foi a loira Jan Rennison, 18 anos, de Sydney, que mais tarde se destacou como atriz.

### Espanha X Gibraltar
A foto da candidata de Gibraltar, Rosemarie Viñales, chegando a Londres a bordo de um navio de cruzeiro, enfureceu os espanhóis. O general Francisco Franco afirmou que Gibraltar fazia parte legal da Espanha e não reconhecia o governo desse território como domínio britânico. Eric Morley disse às autoridades espanholas que a organização não podia se intrometer na política, que o concurso era apolítico e que ele esperava que esquecessem o problema e enviassem sua representante. No entanto, a Miss Espanha (Alicia Borrás), 20, que participou do Miss Universo 1965 e conseguiu ser a terceira colocada do Miss Europa daquele ano, recusou-se a participar do Miss Mundo, a menos que Gibraltar se retirasse da competição, mas a gibraltarina ignorou e decidiu continuar no concurso. Portanto, os diretores da Miss Espanha retiraram oficialmente a participação de sua rainha no concurso global de beleza. Autoridades da organização que escolheram a Miss Espanha disseram que a decisão de não competir naquele ano foi tomada "após uma tentativa de causar alguns incidentes entre as meninas da Espanha e Gibraltar" no concurso do ano anterior. "Estou decepcionado que Miss Espanha tenha se retirado", disse Miss Gibraltar. "Eu queria competir com ela."

### A candidata da Rodésia
Em 5 de novembro, a organização soube de mais duas baixas, além da Miss Espanha: a candidata da Indonésia (Azira Febrianti Wicaksono) por causa da situação política em seu país e a do Vietnã (Thai Kim Huong), aparentemente devido a problemas orçamentários. Já a candidata de Rodésia, chegou a Londres na noite de quinta-feira, 11 de novembro e, ao chegar, bem no meio da crise de seu país com a Grã-Bretanha, todos se perguntavam se a jovem seria desclassificada ou poderia competir no concurso. A questão era que o Reino Unido descreveu a declaração unilateral de independência da colônia africana como ilegal. "Não há política aqui", disse Eric Morley, organizador do concurso, "mas precisamos considerar se uma garota representa um país adequadamente". A candidata disse que também queria manter a política fora disso, mas considera seu país adequado o suficiente e apoia a sua declaração unilateral de independência. "Sou uma garota do Ian Smith o tempo todo", disse ela. Lesley carrega um passaporte britânico; ela nasceu em Bury, Inglaterra.

### Síria X Israel
Uma autoridade síria protestou contra os organizadores do concurso depois de a Miss Israel falar com a sua candidata. Seus dois países tecnicamente estão em guerra. O incidente ocorreu durante a apresentação das candidatas à imprensa na sexta-feira (12), quando Shlomit Gat, de 19 anos, de Israel, avistou a candidata da Síria, Raymonde Doucco, 27 anos. A israelita perguntou: "Você não acha que seria seria legal se eu dissesse olá, mesmo que nossos países não estejam se falando? É a primeira vez que a Síria participa de um concurso no qual meu país participa." Raymonde, de cabelos negros, virou-se para sorrir, mas viu quem era e correu através da sala até sua acompanhante. "Eu não posso falar com ela", disse ela. "Eu não posso - e não quero. Eu tive instruções para não falar com ela". Ela foi levada embora chorando. Mas Shlomit ainda sorriu e disse: "Não consigo entender esse comportamento bobo. Afinal, é apenas um concurso de beleza - não uma reunião de cúpula".

### Miss Max Factor
A programação de visitas e passeios das 48 belezas internacionais diminuiu na terça-feira (16), quando começaram os ensaios para as finais do concurso, na sexta-feira (19). Durante duas horas no período da manhã e duas horas à tarde, elas foram treinadas em como deveriam andar, se virar e permanecer nas duas horas de julgamento que culminam na coroação da mais bela. Cada participante também deveria saber qual será seu papel no concurso se ganhar o título ou se for uma das finalistas. Na noite da terça-feira (16), as participantes realizaram uma atividade organizada pela maquiadora Max Factor no hotel Waldorf. Um júri da empresa de cosméticos avaliou a maquiagem das 48 concorrentes e encontrou uma vencedora. A Miss Islândia, Sigrun Vignisdóttir, 17 anos, foi a escolhida como a candidata com a maquiagem mais perfeita da competição. Ela recebeu um pequeno troféu, cortesia da empresa.

### Revolta Latino-americana
Lourdes Cardeñas, uma beldade de 18 anos do Peru, estava furiosa de raiva. Ela declarou que os patrocinadores britânicos do concurso, o público britânico, a imprensa e os fotógrafos estavam discriminando o contingente latino-americano de candidatas. Miss Peru foi apoiada pela Miss Colômbia, Nubia Bastillo, 19, e a candidata do Equador, Corine Mirguett Corral, 19. Todas disseram que sempre que as meninas latino-americanas vão, elas são isoladas em um grupo. "Os fotógrafos simplesmente passam as câmeras por nós e tiram muitas fotos das outras garotas", disse a peruana aos repórteres, enquanto a colombiana e a equatoriana concordavam. "Se não fosse o meu país que estou representando aqui e somente eu, desistiria do concurso sem pensar duas vezes". Miss Peru disse até que sua mãe foi insultada em uma festa, as meninas foram enclausuradas e "o irmão da Miss Colômbia nem sequer foi autorizado a visitá-la em seu quarto". Disse um porta-voz do concurso: "Não temos nada contra o irmão. O que enfrentamos é que há outras garotas na sala e não podemos permitir que ele entre".

### Final
A décima quinta edição do concurso foi realizada na sexta-feira, 19 de novembro, no Lyceum, que estava totalmente esgotado. Este ano, Costa Rica, Gâmbia, Malta e Síria estrearam no concurso, enquanto participantes da Austrália e Rodésia retornaram após vários anos de ausência. Às 19h55, começou a abertura do evento, com a estreia de Phil Tate e sua orquestra no concurso. Às 8 horas, a fanfarra usual começou o evento, seguida imediatamente pelo Hino Nacional Britânico. O gerente geral do Lyceum deu as boas-vindas a Eric Morley, que após algumas palavras de boas-vindas, apresentou os 9 juízes. Um deles não compareceu no último minuto: Peter Dimmock, da BBC, e teve que ser substituído.
Depois disso, o desfile das 48 participantes começou no que foi chamado de "Nações do Mundo" no palco, com a novidade de que desta vez Morley as anunciou com seus nomes e depois o país que representavam. Após o desfile, o mestre de cerimônias, que dessa vez foi David Jacobs, iniciou a apresentação individual das competidoras em seus vestidos de noite perante os juízes, em dois grupos de 24 candidatas. Phil Tate e sua orquestra fizeram um breve intervalo musical enquanto as meninas trocavam de maiô. Novamente, as participantes subiram ao palco individualmente com seus trajes de banho de peça única, usando uma capa removível, como no desfile anterior, divididas em dois grupos de 24.
Às 21h25, a transmissão do concurso começou pela BBC, apresentado por Philip Lewis e com comentários de Michael Aspel. O evento foi transmitido ininterruptamente até 22h15, por um total de 56 minutos. Começou com a gravação feita na segunda-feira com todas as 48 participantes vestindo seus trajes nacionais, descendo as escadas do Lyceum. A candidata do Suriname tropeçou e quase caiu das escadas. Após o vídeo, a BBC foi ao ar com o anúncio das semifinalistas. Novamente, 16 foram escolhidas devido a um empate na 15ª colocação. David Jacobs as anunciou em ordem alfabética e elas subiram ao palco novamente com seus vestidos de noite, como uma novidade este ano.
O dançarino Lionel Blair e a ex-Miss Mundo 1961, Rosemarie Frankland, foram os responsáveis pelo intervalo musical, enquanto as 16 semifinalistas mudaram novamente para seus trajes de banho e, depois disso, desfilaram de biquíni novamente perante os juízes. Em seguida, o mestre de cerimônias chamou Ann Sidney no palco, que contou um pouco sobre seu ano de reinado. Michael Aspel passou a chamar as 7 finalistas e as entrevistou brevemente. Elas eram: Rodésia, Taiti, Áustria, Estados Unidos, Reino Unido, Irlanda e Canadá. Posteriormente, o cantor Ronnie Carroll fez uma serenata enquanto os juízes emitiam seu veredicto final. Depois que as garotas foram aos bastidores, Carroll cantou mais três músicas para o público.
Quando os resultados estavam prontos, Alan B. Fairley subiu ao palco para apresentar os prêmios e Eric Morley para anunciar os resultados em ordem inversa, começando com o quinto lugar. Enquanto isso, nos bastidores, algumas das finalistas, como a Miss Áustria e Miss Irlanda, fumavam para acalmar ansiedade e nervosismo. O resultado foi o seguinte: quinto lugar, a candidata do Taiti (Marie Moua Tapare), ganhadora de £100 libras; na quarta posição e com o prêmio de £150, Miss Áustria (Ingrid Kopetzky); em terceiro lugar e com £250, a irlandesa Gladys Anne Waller; como vice-campeã, foi chamada a grande favorita Miss Estados Unidos (Dianna Lynn Batts), que ganhou um cheque de 500 libras. Todas as finalistas receberam um troféu e as duas primeiras uma tiara. Nos bastidores havia três garotas de mãos dadas.
Então Morley anunciou que a vencedora era... Miss Reino Unido. Uma das assistentes colocou a faixa na nova rainha, que subiu ao palco e colocou a capa de arminho nos ombros, enquanto Ann Sidney passou a coroa que identificava Lesley Langley como a nova soberana da beleza mundial. Fairley entregou-lhe o troféu e o cetro real. Depois disso, a nova Miss Mundo fez sua caminhada triunfante com a marcha oficial do concurso para concluir a transmissão.
Miss Canadá, uma estudante do ensino médio, ficou visivelmente chateada como os resultados finais foram anunciados. Embora houvesse sete finalistas, apenas as cinco primeiras foram anunciadas, do quinto ao primeiro lugar, deixando ela e Lesley Bunting, da Rodésia, abandonadas nos bastidores. No baile da coroação, os prêmios foram concedidos as classificadas em sexto e sétimo lugares, Miss Rodésia e Miss Canadá, que obtiveram 50 e 25 libras esterlinas, respectivamente.

### A Campeã
Lesley Langley nasceu nas Ilhas Órcades (Escócia) em 26 de março de 1944, com o sobrenome Hill, que depois mudou para Langley para torná-lo mais artístico. Langley frequentou a "Royal Merchant Navy School", hoje conhecida como "Reddam House", em Berkshire, nos anos 50. Em meados da década de 1960, ela desempenhou um pequeno papel como membro de uma equipe de pilotos exclusivamente femininas no filme 007 contra Goldfinger de James Bond, além de um "Thal" (uma raça de alienígenas humanóides) na série de "Doctor Who." Lesley confessou que nunca se deu bem com Eric Morley e que ele não queria que ela vencesse.
Langley agora trabalha meio período como recepcionista em uma clínica odontológica particular em Weymouth. Durante seu reinado, ela conheceu Alan Haven, um músico de jazz que se tornou seu marido dois anos depois, durante as férias que tiveram em Las Vegas. Ela aprendeu percussão latina e viajou com ele. Por um tempo, ela se dedicou a trabalhar com o marido na conservação de espécies selvagens. Ela recebeu inúmeras ofertas para trabalhar em Hollywood, incluindo uma do produtor Hal Willis, mas as rejeitou por estar profundamente apaixonada e só queria formar uma família. Antes de conhecer Haven, Lesley tinha um relacionamento com um belo príncipe árabe. Lesley teve muitos fãs, um deles, um aristocrata inglês, convidou-a para jantar um dia e no táxi ele não aguentou a ansiedade e se ajoelhou pedindo que ela se casasse com ele, oferecendo-lhe um anel de diamante muito caro. Lesley o rejeitou por não estar apaixonado por ele e queria devolver o anel, mas o aristocrata pediu que ela o guardasse para que ela pudesse se lembrar dele. Então Lesley deu o anel para sua mãe.
O casal teve uma filha, Chloe. Eles se separaram quando Chloe tinha oito anos e Langley voltou para Weymouth, para que ela pudesse estar perto de seus pais idosos e criar Chloe sozinha. Agora que sua filha terminou a universidade e viajou, ela disse: "Adorava quando ela estava na universidade, eu a visitava e saíamos. Quando fui levar Chloe a Worcester pela primeira vez, pensei: poderia ter gostado disso, a vida universitária. Eu deveria ter continuado e ido para a universidade". Ela lembra que naquela época "simplesmente não havia tantas opções. E talvez tenhamos confiado mais em nossa aparência. Mas agora existem as supermodelos - sempre houve mulheres glamourosas lucrando com sua aparência. Suponho que, se você conseguiu, precisa usá-lo um pouco neste mundo hoje - e as pessoas usam, todo mundo usa". Sua última aparição pública foi no programa da BBC "In order order", que foi ao ar em 1998.

## Resultados
| Posição                 | País e Candidata |
| Vencedora               | - Reino Unido - Lesley Langley |
| 2º. Lugar               | - Estados Unidos - Dianna Batts |
| 3º. Lugar               | - Irlanda - Gladys Waller |
| 4º. Lugar               | - Áustria - Ingrid Kopetzky |
| 5º. Lugar               | - Taiti - Marie Tapare |
| 6º. Lugar               | - Rodésia - Lesley Bunting |
| 7º. Lugar               | - Canadá - Carol Tidey |
| (TOP 16) Semifinalistas | - Alemanha - Karin Schütze - Coreia do Sul - Lee Eun-ah - Costa Rica - Marta Fernández - Dinamarca - Yvonne Ekman - Finlândia - Raija Salminen - França - Christiane Sibellin - Japão - Yuko Oguchi - Nova Zelândia - Lorraine Phelps - Suécia - Britt-Marie Lindblad |

     Colocação não-oficial, revelada posteriormente ao final do evento.

### Prêmio especial
Prêmio dado antes da final do concurso à candidata mais bem maquiada:
| Prêmio                  | País & Candidata                 |
| Max Factor Best Make-Up | - Islândia - Sigrun Vignisdóttir |

## Jurados
Ajudaram a definir a campeã:
1. Martine Carol, atriz;
2. Suzanna Leigh, atriz;
3. Donald Campbell, esportista;
4. Fatehsinghrao Gaekwad, político;
5. Learie Constantine, comissário de Trinidad e Tobago no Reino Unido;
6. Henrietta Tiarks, Marquesa de Tavistock;
7. Broderick Crawford, ator;
8. Johnny Mathis, cantor;
9. Stanley Baker, ator;

## Candidatas
Disputaram o título este ano:
| - África do Sul - Carrol Adele Davis - Alemanha - Karin Schütze - Argentina - Lidia Alcira Diaz - Austrália - Jan Rennison - Áustria - Ingrid Kopetzky - Bélgica - Lucy Emilie Nossent - Bolívia - Gabriela Cornel Kempff - Brasil - Berenice Lunardi - Canadá - Carol Ann Tidey - Ceilão - Shirlene Minerva de Silva - Chipre - Krystalia Psara - Colômbia - Nubia Angelina Bustillo Gallo - Coreia do Sul - Lee Eun-ah - Costa Rica - Marta Eugenia Escalante Fernández - Dinamarca - Yvonne Hanne Ekman - Equador - Corine Mirguett Corral Cruz - Estados Unidos - Dianna Lynn Batts - Finlândia - Raija Marja-Liisa Salminen - França - Christiane Sibellin - Gâmbia - Ndey Jagne - Gibraltar - Rosemarie Viñales - Grécia - Maria Geka - Holanda - Janine de Knegt - Honduras - Edda Inés Munguía | - Irlanda - Gladys Anne Waller - Islândia - Sigrun Vignisdóttir - Israel - Shlomit Gat - Itália - Guya Libraro - Jamaica - Carol Joan McFarlane - Japão - Yuko Oguchi - Jordânia - Nyla Munir Haddad - Líbano - Yolla George Harb - Libéria - Melvilla Mardea Harris - Luxemburgo - Marie-Anne Geisen - Malásia - Clara Eunice de Run - Malta - Wilhelmina Mallia - Marrocos - Lucette Garcia - Nova Zelândia - Gay Lorraine Phelps - Peru - Lourdes Cárdenas Gilardi - Reino Unido - Lesley Doreen Langley - Rodésia - Lesley Bunting - Suécia - Britt-Marie Lindblad - Suriname - Anita van Eyck - Síria - Raymonde Doucco - Taiti - Marie Moua Tapare - Tunísia - Zeineb Bent Lamine - Uruguai - Raquel Luz Delgado - Venezuela - Nancy Elizabeth González Aceituno |

## Histórico

### Desistências
- Aruba - Alicia Angela Yarzagaray
- Bermudas - Sylvia Elaine Simons
- Chile - Patricia Cristina Herrera Cigna
- Espanha - Alicia Borras
- Filipinas - Resureccion Vianzon
- Guiana Britânica - Cheryl Viola Cheeng
- Indonésia - Azira Febrianti Wicaksono
- México - Ana Elena Norena Grass
- Montserrat - Rose Willock
- Nicarágua - Flora Sánchez Arguello
- Nigéria - Anna Eboweime
- Paraguai - Stella Castell Vallet
- Portugal - Maria do Carmo Paraíso Sancho
- Turquia - Zerrin Arbas
- Vietnã - Thai Kim Huong